# Fröken Snusk
Fröken Snusk (stiliserat FRÖKEN SNUSK) är en svensk rollfigur och artist skapad av Rasmus Gozzi. Hon framträder iförd en rosa balaklava med en okänd person bakom den.
En första icke-namngiven kvinna spelade in tre låtar som Fröken Snusk innan Felicia Eriksson tog över från 2022 till april 2025. Eriksson har sedan dess blivit ersatt som Fröken Snusk av ännu en icke-namngiven kvinna.

## Karriär
Konceptet Fröken Snusk uppfanns av Rasmus Gozzi som även skriver och producerar hennes låtar och ger ut dem på sitt skivbolag. Fröken Snusk slog igenom i september år 2022 med låten "Rid mig som en dalahäst", som fick över 20 miljoner strömningar och legat etta som mest spelade låten i Sverige på musikströmningstjänsten Spotify.
Hennes artistnamn antyder att hennes låtar har grova och sexuella texter. År 2023 samarbetade hon med Gozzi på låten "Trakten till epan" och deltog även i Musikhjälpen.
Fröken Snusks låtar "Gynekologen” och ”Rid mig som en dalahäst” togs bort från Spotify i januari 2024, efter misstankar om att lyssningar hade köpts. Månaden efter återställdes däremot låtarna på Spotify igen och hennes producent förnekar anklagelser om fusk.

### Melodifestivalen 2024
Fröken Snusk framförde låten "Unga & fria" i den andra deltävlingen av Melodifestivalen 2024. Låten, skriven av Fröken Snusk själv och Sara Ryan, hade redan fått stor uppmärksamhet på Tiktok innan den officiella sändningen. Fröken Snusk kvalificerade sig för förlängningen av den femte deltävlingen efter att ha placerat sig på fjärde plats. Under omgång 2 av röstningen belönades hon med en tolvpoängare från åldersgruppen 16–29. Hon kvalade sig dock inte vidare från förlängningen till finalen.

### Masked Singer 2024
Fröken Snusk visade sig vara den som stod bakom masken "Kameleonten" i Masked Singer Sverige 2024. Hon gick till final och var den som slutligen stod som segrare i programmet. 

## Diskografi

### Album
- 2022 – Sommar med fröken (Gozzi Records), tillsammans med Rasmus Gozzi.
- 2022 – Jag vill ha dig här hos mig (Gozzi Records), tillsammans med Rasmus Gozzi.

### Singlar på topplistan
| Titel                     | År   | Bästa listplacering | Album |
| Titel                     | År   | SWE                 | Album |
| ------------------------- | ---- | ------------------- | ----- |
| "Rid mig som en dalahäst" | 2022 | 1                   | N/A   |
| "Unga & fria"             | 2024 | 1                   | N/A   |